# Alfred Bickel
Alfred Bickel (Eppstein, Império Alemão, 12 de maio de 1918 - 18 de agosto de 1999) foi um futebolista e treinador de futebol suíço.

## Carreira

### Clube
Bickel jogava como atacante e, durante toda sua carreira, de 1935 a 1956, defendeu apenas o Grasshopper Club, de Zurique. Por este clube, disputou 405 partidas e marcou 202 gols pela liga nacional, conquistando 7 títulos do Campeonato Suíço e 9 da Copa da Suíça.

### Seleção Suíça
Pela Seleção da Suíça, de 1936 a 1954, disputou 71 jogos e marcou 15 gols,[carece de fontes?] incluindo um na vitória sobre a Alemanha Nazista na Copa do Mundo de 1938.
Bickel é um dos dois únicos jogadores que disputaram Copas do Mundo antes e depois da Segunda Guerra Mundial - o outro é o sueco Erik Nilsson. Ambos estiveram presentes nas edições de 1938, na França e de 1950, no Brasil.

### Treinador
Após encerrar a carreira de jogador, foi treinador do Grasshopper Club em duas ocasiões: de 1958 a 1960 e de 1963 a 1964.

## Títulos
- Campeonato Suíço (7): 1937, 1939, 1942, 1943, 1945, 1952 e 1956
- Copa da Suíça (9): 1937, 1938, 1940, 1941, 1942, 1943, 1946, 1952 e 1956